# Aklavik
Aklavik (in lingua inuvialuktun Akłarvik) è un villaggio del Canada, situato nei Territori del Nord-Ovest, nella Regione di Inuvik.